# Erythrodontium huillanus
Erythrodontium huillanus là một loài rêu trong họ Entodontaceae. Loài này được O'Shea mô tả khoa học đầu tiên năm 2008.